# Geert Lotsij
Gerhard Oswald Lotsij –conocido como Geert Lotsij– (Dordrecht, 13 de enero de 1878-Hilversum, 29 de junio de 1959) fue un deportista neerlandés que compitió en remo. Participó en los Juegos Olímpicos de París 1900, obteniendo una medalla de plata en la prueba de cuatro con timonel.

## Palmarés internacional
| Juegos Olímpicos | Juegos Olímpicos | Juegos Olímpicos | Juegos Olímpicos   |
| Año              | Lugar            | Medalla          | Prueba             |
| ---------------- | ---------------- | ---------------- | ------------------ |
| 1900             | París (Francia)  | Medalla de plata | Cuatro con timonel |